# Ескендер
Ескендер — негус Ефіопії з Соломонової династії. Був сином імператора Баеди Мар'яма I.

## Правління
Зважаючи на юний вік, його правління почалось із регентства. Регентську раду склали його мати, цариця Ромна, Тасфа Гійоргіс (настоятель монастиря на озері Гайк) і бітводед Амда Мікаель. Утім, цариця Ромна вийшла зі складу ради на ранній стадії, виїхавши до монастиря Дебре-Лібанос, де прожила решту свого життя. Після цього, незважаючи на присутність у раді Тасфи Гійоргіса, Амда Мікаель фактично правив країною одноосібно. Його правління завершилось палацовим переворотом (1486) на чолі з царицею-матір'ю Єлені, в результаті якого Амду Мікаеля було страчено. Надалі цариця Єлені відігравала визначну роль під час правління свого онука Ескендера.
Найбільшим військовим досягненням Ескендера стало звільнення 1478 року Даккара, столиці Адалу. Утім, дорогою додому, армію негуса наздогнали сили Адалу на чолі з Шамс ад-Діном, вони вбили багатьох ефіопських військовиків та взяли значний полон. Сам Ескендер дивом уникнув полону, на честь цієї події він збудував храм Дебере Мешває (Місце жертвопринесення).
Існують суперечності щодо версії загибелі імператора, що сталось, коли негусу було лише 22. Одні джерела стверджують, що його було вбито під час битви проти майя, зниклої етнічної групи, відомої використанням отруєних стріл. Майя проживали на сході провінції Ендерта. Відповідно до інших джерел Ескендера було вбито в іншій частині країни. Був похований у церкві Атронса Мар'ям, яку почав зводити його батько.
Рання смерть імператора спричинила громадянську війну. У той час, як імператорський двір тримав смерть правителя в таємниці, представники знаті звільнили з в'язниці На'ода й проголосили його новим імператором. Одночасно інші групи знаті захищали права на трон сина Ескендера, Амди Сейона II. Незважаючи на перемогу прибічників останнього, боротьба в країні тривала довго.